# 5-метокси-7,N,N-триметилтриптамин
5-метокси-7,N,N-триметилтриптамин (5-MeO-7,N,N-TMT, 5-MeO-7-TMT) — психоактивное вещество класса триптаминов, действующее как агонист серотонинового рецептора 5-HT2. Испытания на животных показали, что 7,N,N-TMT и 5-MeO-7,N,N-TMT вызывают поведенческие реакции, сходные с таковыми от таких препаратов, как DMT и 5-MeO-DMT. Компоненты с более дальним, 7 положением заместителей, такие как 7-этил-DMT и 7-бромо-DMT не обладают соответствующим психоактивным действием. Предположительно перечисленные химические соединения являются антагонистами или частичными агонистами 5-HT2 рецепторов.